# Balneario de Carratraca
El balneario de Carratraca es un símbolo del municipio de Carratraca (provincia de Málaga, Andalucía, España) y un elemento clave de su Conjunto histórico. Es uno de los balnearios más representativos de Andalucía; es muestra de la vida y actividad social de la burguesía, de la sanidad pública y de la beneficencia durante el siglo XIX y es parte, a su vez, de la propia historia de la medicina. A pesar de que el Balneario ha perdido su antiguo apogeo y esplendor, lleva desde la pandemia de coronavirus cerrado por motivos empresariales
, y mantiene formalmente las características típicas de este tipo de construcciones, con un vestíbulo centralizado, galería de baños en una crujía y baños comunes en el otro extremo.

## Historia
La construcción de este inmueble se debió a la cesión a una sociedad privada de la gestión de las aguas del balneario, en abril de 1852. En ella se establecen numerosas condiciones, entre la que se encuentra la construcción de un edificio de piedra, de acuerdo con los planos elaborados por el arquitecto José Trigueros. La inauguración del nuevo edificio balneario se llevó a cabo el 29 de junio de 1855.

## Características
El edificio aparece dividido en tres cuerpos con fachada de arenisca rojiza, el central de dos pisos, con una gran puerta y dos ventanas en su planta baja, y cinco balcones en su piso superior. Se remata con un frontón con ventana y una abertura oval en el tímpano. Los cuerpos laterales, de solo un piso, presentan puertas en sus extremos y cinco ventanas cada uno de ellos. En el interior, un gran vestíbulo da paso en primer lugar a dos corredores, el de la derecha conduce a las albercas y el de la izquierda a los baños templados; desde éste se accede también a otras dependencias y a la escalera de subida al segundo piso.
La galería de los baños templados tiene en su lado derecho, a mitad de la misma, la fuente de bebida, con escalera a ambos lados que dan acceso a las calderas, bombas y depósito; también se reparten a ambos lados los cuartos de baño, quedando al fondo una estancia reservada a la Emperatriz Eugenia de Montijo, aunque esta nunca llegó a visitar los baños.
El corredor de la derecha da paso, en primer lugar, a un patio donde originariamente se encontraban los cuartos de baños dulces y desde aquí se accede a unos patios de planta elíptica en cuyo centro se encuentran las piscinas, también elípticas de 5 m por 5,30 m. En principio estas piscinas se proyectaron circulares, pero para un mejor aprovechamiento del escaso terreno disponible se cambiaron por las elípticas. Igualmente, en origen, estos patios se encontraban cubiertos mediante una bóveda tórica siendo su función la de concentrar los gases que desprende el agua que poseen un efecto terapéutico. Estas piscinas están rodeadas por cuatro grandes zócalos de mármol blanco que sostienen, a su vez, cada uno, dos columnas también de mármol sobre las que descansa un anillo compresor de la antigua bóveda tórica. Al interior de la alberca se accede mediante una amplia escalera.
El último elemento es un recinto con una piscina de 7 m por 3 m, consecuencia de la unión de dos primitivas piscinas, consideradas, originariamente, de segunda clase, y a las que, en un principio, se accedía por una de las puertas exteriores de la fachada, siendo posible, en la actualidad, el acceso desde uno de los patios elípticos.
Este edificio es una clara muestra de una arquitectura que se puede denominar culta, con un diseño espacial acorde con los postulados académicos del momento. Es un inmueble muy bien resuelto y concebido con un lenguaje armonioso.